# Paul Casey
Pour les articles homonymes, voir Casey.
Paul Alexander Casey,  né le 21 juillet 1977 à Cheltenham, est un joueur de golf anglais.

## Biographie
Après des études effectuées sur le sol américain, et une grande carrière amateure en NCAA, il rejoint le circuit européen en 2001, année au cours de laquelle il remporte son premier titre professionnel. Sa 22e place à l'ordre du Mérite européen lui octroie également le titre de « rookie » de l'année.
Après une deuxième saison sans titre, il finit l'année suivante à la 6e place du classement européen. Cette bonne saison lui vaut de faire partie de l'équipe européenne pour la  Ryder Cup 2004, compétition remportée par l'Europe du capitaine Bernhard Langer sur le sol américain. Cette victoire lui ouvre les portes du circuit américain pour la saison 2005. 
Cependant, il privilégie le circuit européen et, pour la saison 2006, il mène le classement de l'ordre du Mérite avant de se faire dépasser lors du dernier tournoi par Padraig Harrington. Cette saison voit également une nouvelle participation à la Ryder Cup. Cette édition voit une fois l'équipe européenne triompher des américains, sur un score de 18 ½  à 9 ½ .